# Sergio Marclay
Sergio Fabián Marclay (Quilmes, Argentina; 29 de enero de 1982) es un futbolista argentino. Juega de delantero y su equipo actual es Club Argentino de Quilmes de la Primera C.

## Trayectoria
Surgió de las inferiores del Quilmes Atlético Club donde debutó en la primera división en 1998. En el club quilmeño estuvo seis temporadas para luego pasar a Atlético de Rafaela. Un año más tarde, en 2005, pasó al Everton de Viña del Mar. Luego retornó a la Argentina para jugar nuevamente en la crema por un año y luego nuevamente en el cervecero.
En 2010, fichó por Gimnasia y Esgrima de Jujuy, para disputar la Primera B Nacional. En 2011, jugó para Temperley en la Primera B Metropolitana. En 2012, fichó por Gimnasia y Esgrima de Mendoza donde disputó el Torneo Argentino B.

## Clubes
| Club                   | País      | Año        | PJ | G  |
| ---------------------- | --------- | ---------- | -- | -- |
| Quilmes AC             | Argentina | 1998-2004  | 60 | 10 |
| Atlético Rafaela       | Argentina | 2004-2005  | 30 | 8  |
| Everton                | Chile     | 2005-2006  | 20 | 1  |
| Atlético Rafaela       | Argentina | 2006-2007  | 30 | 5  |
| Quilmes AC             | Argentina | 2007-2009  | 14 | 4  |
| Atlético Rafaela       | Argentina | 2009-2010  | 15 | 1  |
| Gimnasia y Esgrima (J) | Argentina | 2010-2011  | 25 | 0  |
| Temperley              | Argentina | 2011-2012  | 31 | 1  |
| Gimnasia y Esgrima (M) | Argentina | 2012-2014  | 42 | 9  |
| Argentino de Quilmes   | Argentina | 2014- 2016 | 62 | 26 |
| Club Sportivo Italiano | Argentina | 2016-2018  | 60 | 12 |
| Argentino de Quilmes   | Argentina | presente   | 0  | 0  |

## Palmarés

### Campeonatos nacionales
| Título             | Club                   | País      | Año     |
| ------------------ | ---------------------- | --------- | ------- |
| Torneo Argentino B | Gimnasia y Esgrima (M) | Argentina | 2013-14 |